# Mein Glück
Mein Glück (Originaltitel russ.: Счастье моё, Stschastje mojo) aus dem Jahr 2010 ist der erste Spielfilm des ukrainischen Dokumentarfilmers Sergei Loznitsa. Der Film wurde am 19. Mai 2010 bei den Internationalen Filmfestspielen von Cannes aufgeführt. Premiere war in Deutschland am 7. Oktober 2010 beim Filmfest Hamburg.

## Inhalt
Eine Art Roadmovie mit zwei Hauptteilen, "Im Sommer" und "Im Winter". Die Hauptperson Georgy ist auf einer Reise oder eher Irrfahrt durch die russische Provinz. In den einzelnen Episoden gibt es immer wieder Ansätze von Mitmenschlichkeit, Gastfreundschaft und Empathie, die aber stets mit harscher Gewalt, Aggressivität oder Gleichgültigkeit beantwortet werden. Es werden Verbindungen zum Russland der Kriegs- und Nachkriegszeit hergestellt, die in die Geschichte in Rückblicken eingewoben ist.

### Erster Teil: Im Sommer
In einem Betonmischer auf einem Werksgelände wird sehr flüssiger Beton angerührt. Ein offenbar toter Mann wird in eine Grube mit Beton geworfen, der Körper mit weiterem Beton bedeckt und die Grube mit einer Raupe zugeschoben. Männer rufen sich gegenseitig wieder zur Arbeit. Der Fahrer Georgy startet von dem Werksgelände mit einem LKW und fährt nach Hause, wo seine Frau krank auf dem Sofa liegt. Er bereitet sich Kaffee und Brote zu, hinterlegt ihr Geld und startet seine Tour. Dort trifft er während einer Polizeikontrolle durch korrupte Beamte einen alten Mann, der ihm während der Weiterfahrt mit Rückblick auf die Zeit kurz nach dem Krieg die Geschichte seiner Rückkehr nach Russland erzählt: Bei einer Kontrolle durch eine korrupte russische Militärpolizeieinheit wurde ihm Kriegsbeute aus Deutschland, ein Koffer mit einem Kleid für seine Frau und einer Lodenjacke 'für die Gartenarbeit', abgezogen. Er erschoss daraufhin den Kommandanten aus dem Zug heraus, der ihn weiter in seine Heimat bringen sollte. Umstehende Menschen auf dem Bahnsteig nahmen den Mord nahezu unbeteiligt zur Kenntnis. Der alte Mann behauptet von sich, seitdem keinen Namen mehr zu haben.
Nach einem Stück gemeinsamen Weges verlässt der alte Mann Georgy an einer Tankstelle, an der ihm offenbar sehr willkürlich der Verkauf von Kraftstoff für seinen LKW verweigert wird. Er fährt weiter und erreicht eine Straßensperrung, die durch einen umgestürzten LKW verursacht ist. Eine junge Prostituierte bietet sich ihm an. Georgy lässt sie zwar in seinen LKW einsteigen, statt allerdings auf ihr Angebot einzugehen ('nur Standard, nichts Perverses'), versorgt er sie mit Kaffee aus seiner Pausenration. Er fragt sie nach einer alternativen Route an dem Unfall vorbei. Er schert aus der Reihe der wartenden Fahrzeuge aus und die junge Frau lotst ihn in die Nähe ihres Heimatortes. Dort kommt es am örtlichen Markt zum Konflikt: Sie empfindet sein Angebot von Brot und Kaffee als zweifelhaft und betont, dass sie ihr Geld zwar durch Prostitution, aber selbst verdienen möchte. Sie entfernt sich laut schimpfend. Er läuft über den Markt und nimmt in der anwesenden Menschenmenge fast nur ausgemergelte, verbrauchte und offenbar sehr arme Menschen wahr. Niemand, auch kein Kind, lacht. Ein ungestümer Mann rempelt sich sehr aggressiv durch die Menge.
Georgy fährt seinen Umweg weiter. Dieser führt ihn durch eine sehr abgelegene Gegend. Eine Panne zwingt ihn zum Übernachten im Lkw. Er wird von einer Gruppe von drei Männern hinterhältig zusammengeschlagen und ausgeraubt.
In einer Zwischengeschichte, die in der Zeit des Weltkrieges spielt, pirschen sich zwei Soldaten an ein Holzhaus. Dies wird von einem schlanken Mann und einem Jungen bewohnt, die beide hell und sommerlich gekleidet sind. Nach Einbruch der Dunkelheit klopfen sie an die Tür des Hauses. Obwohl der Mann ihnen Unterschlupf gewährt und sie mit Nahrung versorgt, schlagen sie ihn am nächsten frühen Morgen bewusstlos und erschießen ihn. Die letzte Einstellung dieses Teils zeigt den schweigenden Jungen, möglicherweise Georgy als Kind, der den Soldaten beim Plündern des Hauses teilnahmslos zusieht, aber von ihnen nicht beachtet wird.

### Zweiter Teil: Im Winter
Wieder in der Gegenwart, erwacht Georgy in ebendiesem Haus, das nun von einer alleinstehenden Frau mit ihrem Sohn bewohnt wird. Sie wird von einem Polizisten bedroht. Es herrscht Winter, Georgy hat seine Fähigkeit zu sprechen verloren, er wirkt schwer angeschlagen und apathisch. Er begleitet den Sohn auf den Markt, wo dieser einen Stand betreibt. Georgy wird von Schutzgelderpressern zusammengeschlagen und von Polizisten ins Gefängnis geworfen. Ein anderer Gefängnisinsasse versucht Kontakt zu ihm aufzunehmen und befreit ihn. Er kehrt in das Holzhaus zurück, gerade als die Frau seinen Lkw mit der Ladung verkauft und mit den Käufern verschwindet. Zurückgelassen und verwahrlost streunt er durch die die russische Provinz, erfährt große Ablehnung und wird mehrere Male misshandelt. Fast erfroren wird er von dem alten Mann aufgenommen, der im Sommer in seinem LKW mitfuhr – es bleibt unklar, ob sie sich erkennen.
Ein alter Mann läuft laut mit sich selbst redend über eine Straße im Wald. Er schildert in lebhaften Worten Szenen, die an das Massaker von Katyn erinnern und an denen er als Soldat teilgenommen hat. Aus seinen Worten spricht Stolz über die Tat. An dem Mann fährt ein Militär-Kleinbus mit zwei Soldaten vorbei. Er hält und die Insassen fragen nach dem Weg. Der Mann reagiert brüsk, schlägt mit seinem Wanderstock auf den Bus und die Soldaten fahren schnell weiter. Im Bus findet eine Auseinandersetzung statt: Im Laderaum liegt die Leiche eines Soldaten in einer Bretterkiste. Ein Soldat besteht darauf, diese Leiche endlich loszuwerden, der Vorgesetzte leidet an starken Entzugserscheinungen und wirkt fahrig. Als sie eine Pause machen, weil der Vorgesetzte sich 'sein Gesicht waschen' und austreten möchte und dazu ein paar Meter in den Wald geht, sieht er einen in den Bäumen erhängten Mann. Verstört ruft er um Hilfe, der andere Soldat nimmt aber nichts wahr, führt seinen Vorgesetzten in den Bus zurück und fasst den Entschluss, endlich die Leiche loszuwerden. Sie halten an dem Haus, in dem Georgy bei dem alten Mann untergekommen ist, und versuchen, bei diesem die Leiche gegen einen Offiziersmantel abzuladen. Der Vorgesetzte wirkt inzwischen vollständig traumatisiert. Georgy verlässt das Haus: Im Schnee vor der Haustür liegt ein offenbar gerade getöteter Mann, Georgys Gastgeber. Georgy faltet die Hände des Mannes, bringt dessen Pistole an sich, und verlässt das Grundstück.
An einer Straße wird Georgy von einem LKW-Fahrer mitgenommen. Mit diesem erlebt er wieder eine Polizeikontrolle, bei der er Zeuge wird, wie zwei korrupte und gewalttätige Straßenpolizisten einen Polizeimajor aus Moskau zusammenschlagen. Er tötet sie und alle Personen, die kontrolliert wurden. Die letzte Einstellung zeigt Georgy als Rückenfigur, wie er eine spärlich beleuchtete Straße hinunterwankt und in völliger Dunkelheit verschwindet.

## Produktion und Veröffentlichung
Der Film von Regisseur und Autor Sergei Loznitsa entstand in Zusammenarbeit von Ma.ja.de., Arte, Lemming Film, Sota Cinema Group und dem ZDF. Für den Schnitt war Danielius Kokanauskis verantwortlich, für die Kamera Oleg Mutu. Die Premiere des Films war am 19. Mai 2010 auf den Filmfestspielen in Cannes. Es folgten Vorführungen bei vielen weiteren Festivals in Europa, Nordamerika, Brasilien, den Vereinigten Arabischen Emiraten und Hongkong. Am 7. Oktober 2010 wurde der Film beim Filmfest Hamburg gezeigt. Ab dem 3. Februar 2011 folgten weitere Kinovorführungen.
Bei den Dreharbeiten wirkten Einwohner aus der Region um das ukrainische Tschernihiw und aus der nordöstlich gelegenen Ortschaft Snowsk mit.

## Kritiken
„Wie Mein Glück einen radikalen Gegenentwurf zu jeglicher Gefühlsduselei im Kino liefert, verleiht ihm durchaus einen spröden Charme. In einer Welt voller Unmenschen, die ohne jegliche moralische Wertung inszeniert werden, kann der Zuschauer nicht darauf hoffen, dass er durch eine Bestrafung des Bösen Erlösung erfährt. Wie geballt der moralische Verfall im Laufe des Films gezeigt wird, ist aber auch sehr berechnend. Jeder Mord, jede Gewalttat wirkt wie ein dickes Ausrufezeichen hinter der ohnehin deutlich vermittelten Aussage, dass die Menschheit, zumindest in der Ukraine, verdorben und grausam ist.“